# Скалистые горы
Скали́стые го́ры (англ. Rocky Mountains или The Rockies) — основной горный хребет в системе Кордильер Северной Америки, на западе США и Канады, между 32° и 60° с. ш.
Скалистые горы тянутся на 4830 километров с севера на юг от самой северной точки в провинции Британская Колумбия (Канада) до штата Нью-Мексико на юго-западе США. Ширина гор достигает 700 километров. Скалистые горы являются естественным водоразделом между бассейнами Тихого и Атлантического океанов. В Скалистых горах берут начало реки Миссури, Колорадо, Рио-Гранде, Снейк, Арканзас и множество других.
Скалистые горы образовались от 80 до 55 миллионов лет назад в эру ларамийского орогенеза. С тех пор под воздействием воды и ледников в горной гряде сформировались эффектные долины и пики. В конце последнего ледникового периода люди начали заселять территорию Скалистых гор. После нескольких экспедиций, таких как путешествие Александра Маккензи или экспедиции Льюиса и Кларка, Скалистые горы начали осваиваться; минералы и меха дали начало первоначальному экономическому освоению гор, несмотря на то, что Скалистые горы оставались малонаселённым районом.
В настоящее время большая часть территории Скалистых гор защищена национальными парками и лесными угодьями. Скалистые горы — популярное место для туристов, особенно для пешеходного туризма, альпинизма, рыбалки, охоты, лыжного спорта, сноуборда и других.

## Этимология
Название «Скалистые горы» (англ. Rocky Mountains) дал канадский первопроходец французского происхождения Пьер Готье Варенн де ла Верандри после того, как он пересёк реку Pierre Jaune (сегодня это Йеллоустон — река жёлтого камня) 1 января 1743 года. Александр Маккензи пересёк горы в 1793 году и назвал их Stoney Mountains — «Каменистые горы». Во второй половине XIX века горам вернули предыдущее название.

## Геология
Северные Скалистые горы (к северу от 45° с. ш.) сложены преимущественно гранитами высотой до 3954 м (гора Робсон); южные Скалистые горы, или Скалистые горы США, состоят из коротких хребтов, сложенных песчаниками, глинистыми сланцами, известняками, высотой до 4401 м (гора Элберт — высшая точка Скалистых гор).
Имеются обширные месторождения молибдена, меди, золота, серебра, полиметаллов, нефти, каменного угля.
Наблюдаются вулканические явления: гейзеры, термальные источники, а также землетрясения.
Нижний Йеллоустонский водопад высотой 94 метра — самый высокий водопад Скалистых гор.

## Климат
В Скалистых горах типичный горный климат. Среднегодовая температура в долинах находится в пределах 6 °C. В июле, самом тёплом месяце, средняя температура достигает 28 °C. В январе средняя температура составляет около −14 °C, и это самый холодный месяц в году. Среднегодовое количество осадков около 360 мм.
В области Скалистых гор летом обычно тепло и сухо, так как дождевые тучи с запада задерживаются горным хребтом на его западной стороне. Средняя температура летом составляет 15 °C, а среднее количество осадков около 150 мм. Зимы бывают многоснежными и холодными, средняя температура −2 °C, а средняя толщина снежного покрова составляет 29 см. Весной средняя температура 4 °C, а осадки составляют 107 мм. Осенью среднее количество осадков 66 мм и температура около 7 °C.

## Флора и фауна
Растительность — преимущественно леса, горно-таёжные на севере и сосновые на юге. Высота границы леса от 1500 м (на севере) до 3600 м (на юге), выше — альпийские луга и вечные снега.
В лесах произрастают ели, сосны и пихты, на низших ярусах они смешиваются с берёзами и белым клёном. Большая часть гор арктических широт покрыта карликовыми березами. На таёжной почве растут не только хвойные, но также и лиственные деревья: берёзы, тополя и осины.
В долинах — степи и полупустыни.
Высокогорными животными здесь являются снежные козы, толстороги, лоси и лисицы. В расположенных ниже районах встречается сурок, заяц-беляк, чернохвостая луговая собачка и койот.
Большинство птиц, обитающих в Скалистых горах, являются перелётными. В летние месяцы они выкармливают здесь птенцов. Постоянно в горах обитают трёхпалый дятел, белая куропатка, некоторые виды зябликов и сов.

## История освоения гор человеком

### Индейцы
Со времени последнего оледенения Скалистые горы — это территория проживания предков индейских племён (палеоиндейцы). Палеоиндейцы охотились на теперь вымерших мамонта и древнего бизона — более крупного предка современных бизонов, у подножий гор и в долинах. Как и современные племена, которые впоследствии подражали им, палеоиндейцы вероятно мигрировали на равнины осенью и зимой, чтобы охотиться на бизонов, и в горы весной и летом, занимаясь рыбной ловлей, охотой на оленей, вапити а также собирательством корней и ягод. Многие научные доказательства свидетельствуют о том, что индейцы в значительной мере влияли на численность млекопитающих, охотясь на них, и на растительный покров через намеренное выжигание лесов.

### Европейцы
Европейцы впервые появились на территории Скалистых гор в XVI веке. Испанский исследователь Франсиско Васкес де Коронадо с группой солдат, миссионеров и африканских рабов вошёл в регион Скалистых гор с юга в 1540 году. Появление коня, металлических изделий, ружья, новых болезней и различных культур глубоко изменили культуру и образ жизни коренных жителей. Американские индейцы были уничтожены на своих исторических территориях в основном из-за эпидемий, войн и постоянных нападений на их культуру.
В 1739 году французские торговцы мехом Пьер и Поль Маллет, путешествуя через Великие равнины, открыли ряд гор в верховьях реки Платт, которые местные индейские племена называли «Скалистые горы», и стали первыми европейцами, посетившими неизвестный горный хребет.
Александр Маккензи стал первым европейцем, который пересек Скалистые горы. Это произошло в 1793 году. Он обнаружил верховья реки Фрейзер и достиг побережья Тихого океана в той части, что сейчас является территорией Канады 20 июля того же года, завершив первый зарегистрированный трансконтинентальный переход Северной Америки к северу от Мехико. Он прибыл в Белла-Кула в Британской Колумбии, где впервые достиг моря в Саут-Бентинк-Арм (англ. South Bentinck Arm), который является заливом Тихого океана.
Экспедиция Льюиса и Кларка (1804—1806) считается первой научной разведкой Скалистых гор: собраны образцы для современных ботаников, зоологов и геологов. Экспедиция, как говорили, проложила путь к Скалистым горам и через них для европейских поселенцев востока Америки, хотя Льюис и Кларк встретили в горах по крайней мере 11 европейских американцев во время своих путешествий.
Маунтинмены — в первую очередь французы, испанцы и британцы — бродили по Скалистым горам с 1720 по 1800 годы в поисках месторождений полезных ископаемых и меха. Для торговли мехами Северо-Западная компания (англ. North West Company) основала факторию под названием «Скалистые горы» как торговый пост в предгорьях Скалистых гор, которые сейчас находятся на территории современной Альберты в 1799 году, а их конкуренты, Компания Гудзонова залива (англ. Hudson’s Bay Company) создала неподалёку факторию «Актон». Эти посты служили основой для большей части деятельности европейцев в канадских Скалистых горах в начале XIX века. Среди них наиболее значимыми были экспедиции Дэвида Томпсона, который путешествовал вдоль реки Колумбия к Тихому океану. Во время его экспедиции 1811 года он стал лагерем на месте слияния рек Колумбия и Снейк-Ривер и установил там столб и сообщения, заявив о правах Великобритании на местность и о намерении Северо-Западной компании построить на этом месте форт.
По англо-американской конвенции 1818 года, которая установила 49-ю северную параллель как международную границу западнее Лесного озера (англ. Lake of the Woods) до «Каменных гор», Великобритания и США согласились с тем, что называлось «совместным владением» землями к западу до Тихого океана. Резолюцией о территориальных и договорных вопросах, решение спора по Орегону, было перенесено на более поздний срок.
В 1819 году Испания уступила Соединённым Штатам свои права на земли к северу от 42-й параллели, хотя эти права не включали владения, а также включали обязательства перед Британией и Россией относительно их претензий в том же регионе.

### Поселение
После 1802 года американские торговцы мехом и исследователи объявили о первом широком присутствии «белых» в Скалистых горах южнее 49-й параллели. Самыми известными из них были американцы Уильям Генри Эшли, Джим Бриджер, Кит Карсон, Джон Колтер, Томас Фитцпатрик, Эндрю Генри, и Джедедайя Смит. 24 июля 1832 года Бенджамин Бонневиль направил первый обоз крытых повозок, который пересёк Скалистые горы через вайомингский Южный перевал. После экспедиции Маккензи 1793 года посты торговли мехом были созданы западнее Северных Скалистых гор в районе северного внутреннего плато Британской Колумбии, которая стала известна как Новая Каледония, начиная с Форт-Маклауда (ныне — община Маклауд-Лейк) и Форт-Фрейзера, и в основном сосредоточены в Стюарт-Лейк-Пост (ныне — Форт-Сент-Джеймс).
Переговоры с Великобританией в течение следующих десятилетий не привели к урегулированию претензий по границе: Орегонский Спор стал более важной темой в геополитической дипломатии между Британской империей и молодой американской республикой. Спорное совместное владение Великобританией и США продолжалось до 15 июня 1846 года, когда, по Орегонскому договору, Англия уступила свои права на эту землю. В 1841 году Джеймс Синклер, главный торговый агент Компании Гудзонова залива, привёл примерно 200 поселенцев из колонии Ред-Ривер на запад, чтобы укрепить поселение вокруг Форт-Ванкувера в попытке сохранить округ Колумбия под властью Великобритании. Отряд пересёк Скалистые горы и вошёл в долину Колумбия, область во впадине Скалистых гор близ современного Рейдиум-Хот-Спрингс в Британской Колумбии, затем отправился на юг. Несмотря на эти усилия, в 1846 году Великобритания уступила Соединённым Штатам все права на земли округа Колумбия южнее 49-й параллели. Это решение спора вокруг границы Орегона зафиксировали в так называемом Орегонском договоре.
Начиная с 1842 года по Орегонской тропе через Скалистые горы прошли тысячи переселенцев. Мормоны стали селиться возле Большого Солёного озера в 1847 году. С 1859 по 1864 в штатах Колорадо, Айдахо, Монтане и в Британской Колумбии было обнаружено золото, что повлекло несколько золотых лихорадок. Тогда в эти края прибывали тысячи старателей и шахтёров, чтобы исследовать все горы и ущелья. Они также создали первую значительную промышленность в Скалистых горах. За время одной только золотой лихорадки в Айдахо было добыто больше золота, чем за золотые лихорадки в Калифорнии и Аляске вместе взятые, и она сыграла важную роль в финансировании армии Союза во время Гражданской войны в Америке. В 1869 году было завершено строительство первой трансконтинентальной железной дороги США, а в 1872 году был создан первый национальный парк в мире — Йеллоустонский национальный парк. Канадскую трансконтинентальную железную дорогу планировалось построить к 1871 году, но по политическим причинам её строительство не было завершено даже к 1885 году. Но в конце концов она была построена и, после рассмотрения ряда других маршрутов, прошла через перевалы Кикинг-Хорс и Роджерс к Тихому океану. Благодаря предусмотрительности промоутеров железной дороги крупные территории в канадских Скалистых горах были сохранены в качестве национальных парков, таких как Джаспер, Банф, Йохо и Уотертон-Лейкс, заложив основы для индустрии туризма, которая процветает и по сей день. Национальный парк Глейшер в Монтане был создан с аналогичными намерениями по туризму Северо-Тихоокеанской железной дорогой. Хотя поселенцы заполнили долины и шахтёрские городки, охрана и сохранение окружающей среды началось сразу же. Президент США Гаррисон создал несколько лесных фондов в Скалистых горах в 1891—1892 гг. В 1905 году президент США Теодор Рузвельт расширил лесной заповедник Медисин-Боу, включив в него территорию, ныне известную как национальный парк Роки-Маунтин. Экономическое развитие началось с шахт, лесного хозяйства, сельского хозяйство и туризма, а также сферы услуг, которая их сопровождала. Палатки и лагеря стали ранчо и фермами, форты и железнодорожные станции — посёлками и небольшими городами, а некоторые из посёлков выросли до больших городов.
Жители Скалистых гор создали собственную кулинарную традицию, отличающуюся употреблением большого количества говядины и зерновых.

## Промышленность и развитие
Экономические ресурсы в Скалистых горах разнообразны и многочисленны. Минералы, которые можно найти в Скалистых горах (включая Вайомингский бассейн и несколько мелких областей), содержат значительные запасы угля, природного газа, сланцев и нефти. Например, шахта Климакс (англ. Climax), расположенная вблизи Лидвилла (англ. Leadville) в штате Колорадо, была крупнейшим производителем молибдена в мире. Молибден используется в жаростойких сталях в таких вещах, как автомобили и самолёты. На шахте Климакс было занято более 3000 человек. Шахта Кер д’Ален (англ. Coeur d’Alene) на севере Айдахо добывает серебро, свинец и цинк. Самая угольная шахта Канады находится вблизи Ферни (англ. Fernie) и Спарвуду (англ. Sparwood) в Британской Колумбии; также угольные шахты существуют рядом с Хинтон (англ. Hinton) в Альберте и в Северных Скалистых горах, окружающих Тамблер-Ридж в Британской Колумбии (англ. Tumbler Ridge).
Заброшенные шахты с их шахтными отвалами и токсичными отходами усеивают пейзажи Скалистых гор. Например, восемьдесят лет глубинной добычи цинка загрязнили реку и берега у Игл-Ривер (англ. Eagle River) в северо-центральной части штата Колорадо. Высокие концентрации металла выносились весной талыми водами в реку в ущерб популяциям водорослей, мхов и форели. Экономический анализ эффекта добычи на этом месте показал снижение стоимости недвижимости, ухудшение качества воды и потерю рекреационных возможностей. Анализ также показал, что очистка реки может принести 2,3 млн $ дополнительных доходов от туристов и отдыхающих. В 1983 году бывшему владельцу цинкового рудника был предъявлен иск генерального прокурора штата Колорадо на сумму 4,8 млн долл. США для финансирования очистительных работ; уже через пять лет в регионе произошло значительное улучшение экологии.
Сельское и лесное хозяйство являются основными отраслями промышленности. Сельское хозяйство включает засушливые и орошаемые земли для выращивания сельскохозяйственных культур и выпаса скота. Скот часто перемещают между высокогорными пастбищами летом и низменными — зимой, практика, известная под названием отгонное животноводство.
Человеческое население не очень плотно в Скалистых горах, со средним значением четыре человека на квадратный километр (10 человек на квадратную милю) и несколькими городами с населением более 50 000 человек. Однако, численность населения быстро росла в Скалистых горах в период между 1950 и 1990 годами. 40-летний прирост населения разных штатов колеблется в диапазоне от 35 % в Монтане до примерно 150 % в Юте и Колорадо. Населения ряда горных городов и общин удвоились за последние 40 лет. Джексон Хоул (англ. Jackson Hole) в штате Вайоминг, например, увеличился на 260 %, с 1244 до 4472 жителей за 40 лет.

## Национальные парки Скалистых гор
В Скалистых горах находятся национальные парки Джаспер (Канада), Банф (Канада), Йохо (Канада), Кутеней (Канада), Уотертон-Лейкс (Канада), Глейшер (США), Йеллоустонский (США), Роки-Маунтин (США).